# Eirenis coronelloides
Eirenis coronelloides är en ormart som beskrevs av Jan 1862. Eirenis coronelloides ingår i släktet Eirenis och familjen snokar. Inga underarter finns listade i Catalogue of Life.
Arten förekommer i västra Asien från norra Jordanien över Syrien och södra Turkiet till norra Irak. Habitatet utgörs av stäpper och dessutom besöks jordbruksområden som inte brukas intensivt. Individerna gömmer sig ofta under stenar. Honor lägger ägg.
För beståndet är inga hot kända. IUCN kategoriserar arten globalt som livskraftig.